# Sony Xperia Z Ultra
O Sony Xperia Z Ultra é um smartphone Android desenvolvido pela Sony Mobile. Foi apresentado em 4 de julho de 2013 na conferência da Sony.